# ニクラウス・フリードリヒ・フォン・ミューリネン
ニクラウス・フリードリヒ・フォン・ミューリネン（独: Niklaus Friedrich von Mülinen、1760年3月1日 - 1833年1月15日）は、スイスの歴史家、外交官、政治家。1760年にベルンでミューリネン家に生まれ、1833年に同地で没した。

## 生涯
旧スイス連邦のベルンのシュルタイス（長官）であったアルブレヒト・フォン・ミューリネン（Albrecht von Mülinen）の子として生まれる。ゲッティンゲン大学で法学、歴史学、科学を学んだ。大学で言語学者クリスティアン・ゴットロープ・ハイネ（Christian Gottlob Heyne）や動物学者ヨハン・フリードリヒ・ブルーメンバッハに1779年から1780年にかけて出会っており、また歴史学者ヨハーネス・フォン・ミュラー（Johannes von Müller）にも1783年に出会っている。
歴史学の研究に進み、革命の絶対的な拒否と、法律の有機的進化の理論に至った。フランス、イギリス、オランダとライン川を旅行し、帰国してベルン軍の擲弾兵連隊の第一大隊長となった。
フリードリヒは政府に任官し、ナポレオン調停法下の政府でベルン州を代表する人物となって制度設計を担い、復興スイス連邦でも活躍した。1801年から1802年までオーバーラント州議会議長、1802年にベルン州政府委員会委員、1803年から1826年までベルン州知事を歴任した。ベルンの他の貴族たちの復権への執念と闘い、個人の自由の発展を推し進め、復興スイス連邦からスイス連邦への進化を促すという、連邦形成への熱意によってベルンとスイスの歴史に名を残した。
フリードリヒは父とともに、6000冊以上の蔵書と800点以上の写本を所蔵する図書館を建てた。スイスで最も重要な図書館の一つとなり、貴重な個人コレクションとしてヨーロッパの学問の集散地となった。1805年から1808年までは、ウンスプネン祭の開催に奔走した。1811年にはスイス歴史学会を設立して1831年まで会長を務め、数多くの論文とレビューを書き、『歴史学者』（Geschichtsforscher）としてまとめた。
フリードリヒは、1816年にはオーストリア伯爵に選ばれ、1817年にはプロイセン王国レッドイーグル章の大十字勲章を授与された。

## 著作
- Recherches historiques sur les anciennes assemblées des États du Pays-de-Vaud, Berne (1797)
- An die Hasler: den 10. Oktober 1801 (1801)
- Versuch einer urkundlichen Geschichte der Burg Unspunnen, ihrer Umgegend und deren Beherrscher (1830)
- Familien-Geschichte und Genealogie der Grafen von Mülinen, Berlin (1844)